# اچ‌ام‌اس پنلوپه (اف۱۲۷)
اچ‌ام‌اس پنلوپه (اف۱۲۷) (به انگلیسی: HMS Penelope (F127)) یک کشتی بود. این کشتی در سال ۱۹۶۲ ساخته شد.